# Oddernes
Oddernes er en tidligere kommune i Agder fylke i Norge, beliggende i den nuværende Kristiansand kommune. Den tidligere kommune Oddernes omringede byen Kristiansand, og det omfattede store dele af den nuværende bykommunen Kristiansand, såsom Flekkerøy, Vågsbygd, Slettheia, Lund, Strai, Mosby, Justvik, og Ålefjær.
Kommunen Oddernes (oprindelig et sogn) var opkaldt efter den gamle Oddernæs gård (oldnordisk: Otruness). Den første del af navnet kommer fra dens placering langs floden Otra, og nes betyder halvø, så "halvøen langs floden Otra".

## Historie
Oddernes Kirke er den ældste kirken i området, den ældste del blev bygget af sten på 1000-tallet
Indenfor Oddernes kirke er en runesten fra vikingetiden, omkring år 1050 med inskriptioner. Runerne er blevet fortolket sådan: Eivin, gudsøn af Olav (den Hellige) gjorde denne kirke på sin odel.
Oddernæs blev etableret som kommune den 1. januar 1838. Ifølge folketællingen i 1835 havde kommunen en befolkning på 2373. Den 31. december 1893 blev området Randesund adskilt fra Oddernes til en egen kommune. Opdelingen efterlod Oddernes med 3.076 indbyggere.
Den 1. juli 1921 blev grænserne justeret, sådan at området Lund (befolkning: 2164) blev flyttet fra Oddernes til Kristiansand. Den 1. januar 1965 blev resten af Oddernes og kommunerne Randesund og Tveit slået sammen med Kristiansand, til den nye storkommunen. Forud for fusionen havde Oddernes en befolkning på 18.668.